# ثان
تان، (بالفرنسية: Thann)‏، (نطق:tan)، هي بلدية فرنسية في الإقليم الشمالي الشرقي الفرنسي من الراين الأعلى، في غراند إيست. إنها مقاطعة سو في مقاطعة ثان جوبويلير وجزء من كانتون سيرناي.

## توأمة
لثان اتفاقيات توأمة مع كل من:
- غوبيو
- Tonneins [الإنجليزية]‏
- بافيا [الإنجليزية]‏
- جوهانسبرغ
- زيغمارينغن

## أعلام
- إليزابيث لوتز
- دومينيكو ماير
- ميشيل هينريتش
- لويس إمبرغر